# Comuna Vinica, Varaždin
Vinica este o comună în cantonul Varaždin, Croația, având o populație de 3.389 de locuitori (2011).

## Demografie
Componența etnică a comunei Vinica
     Croați (99%)
     Necunoscut (0%)
     Neclasificat (0,86%)
Componența confesională a comunei Vinica
     Catolici (98,64%)
     Necunoscută (0,65%)
     Alte religii (0,71%)
Conform recensământului din 2011, comuna Vinica avea 3.389 de locuitori. Din punct de vedere etnic, majoritatea locuitorilor (99,0%) erau croați. Din punct de vedere confesional, majoritatea locuitorilor (98,64%) erau catolici. Pentru 0,65% din locuitori nu este cunoscută apartenența confesională.